# Van Houtte (entreprise)
Pour les articles homonymes, voir Van Houtte.

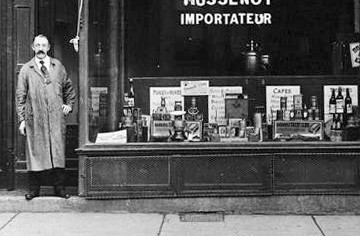
Albert-Louis van Houtte et son premier magasin à Montréal, en décembre 1919.

Van Houtte est une entreprise de chaîne de cafés et de produits du café basée à Montréal. Elle a été fondée par Albert-Louis Van Houtte (en) en 1919. Sylvain Toutant est son président. Le 7 mai 2007, l'entreprise est achetée par l'américaine Littlejohn & Co. Le 14 septembre 2010, la compagnie Green Mountain Coffee Roasters rachète l'entreprise au coût de 915 millions de dollars.
En 2014, la portion café-bistro de l'entreprise a été acquise par Groupe d’alimentation MTY. Les cafés-bistros se retrouvent surtout au Québec. La Station centrale d'Ottawa en héberge une succursale.

## Café Van Houtte
Le Café Van Houtte offre ses services en Estrie et en Montérégie avec plus de 35 succursales.